# Realrente
Realrenten er betegnelsen for debitors realafkast af en investering beregnet som gældsbrevets/obligationens nominelle rente korrigeret for inflationen, f.eks. i forbindelse med investering i realkreditobligationer eller statsobligationer.
Realrenten findes ved udtrykket:    {\displaystyle R_{\text{Real}}={\frac {1+R_{\text{Nominel}}}{1+{\text{inflationsraten}}}}-1}
Den nominelle rente benævnes også "påtrykt rente", "kuponrenten" eller "pålydende rente".